# Атакьой III, IV, XI
„Атакьой III, IV, XI“ (на турски: Ataköy 3-4-11. Kısım) е квартал на Истанбул, разположен в градска околия Бакъркьой. Общата му площ е 0,64 км2. Според данни на Адресната система за регистриране на населението (ABPRS) към 2024 г. населението на „Атакьой III, IV, XI“ е 7809 жители.